# Vuotnaape
Vuotnaape är ett naturreservat i Jokkmokks kommun i Norrbottens län.
Området är naturskyddat sedan 2010 och är 5,3 kvadratkilometer stort. Reservatet omfattar en våtmark med myrar, tjärnar och skogklädda myrholmar.  Reservatet består i sina yttre delar av gammelskog med tallar.